# شیمه ۱۶۳۳
سیارک ۱۶۳۳ (به انگلیسی: 1633 Chimay، نامگذاری:1929EC) هزار و ششصد و سی و سومین سیارک کشف شده‌است که در ۳ مارس ۱۹۲۹ کشف شد.
قدر مطلق سیارک برابر ۱۰٫۵۰ است.